# Waiting All Night
«Waiting All Night» es una canción realizada por la banda británica Rudimental, con la colaboración de la cantante británica Ella Eyre, incluida en el álbum de estudio de Rudimental, Home Fue lanzada el 21 de febrero de 2013, como descarga digital a través de iTunes.

## Lista de canciones
| Descarga digital — sencillo |                                  |          |  |
| N.º                         | Título                           | Duración |  |
| 1.                          | «Waiting All Night» (Radio edit) | 4:52     |  |